# Karácsony előestéje
A Karácsony előestéje (eredeti címén: Szent Miklós látogatása; angol címei: A Visit from St. Nicholas, The Night Before Christmas, ’Twas the Night Before Christmas) címen népszerű vers, Clement Clarke Moore amerikai író műve, amit eredetileg névtelenül adott ki 1823-ban, Beszámolás Szent Miklós egy látogatásáról címen.
Minden idők egyik legismertebb amerikai verse és Santa Claus népszerűsége alapját biztosította az országban a 19. századtól. Nagy hatása volt az ajándékozás szokására, korábban az amerikaiak karácsonyi szokásai sokat változtak, nem volt egyértelmű, hogy ki az ország ajándékokat hozó figurája.
Moore mellett az is szóba került, hogy a vers szerzője lehet Henry Livingston Jr. volt.

## Tartalma
Karácsony este egy család elmegy lefeküdni, mikor az apát felébresztik hangok az udvarból. Kinéz az ablakon és meglátja Santa Claust, egy nyolc rénszarvas által húzott szánon.
Miután szánjával a tetőn leszáll, Santa lemászik a kéményen egy zsák játékot cipelve. Az apa ezt követően látja, ahogy a látogató elhelyezi az ajándékokat és feltölti a kandalló fölött lógó zoknikat. Ezt követően Santa észreveszi az apukát és elmosolyodik, majd ismét bemászik a kéménybe. Ezt után elrepül rénszarvasaival, azt kiáltva, hogy „Boldog karácsonyt mindenkinek és mindenkinek egy jó estét.”

## Megzenésítése
A verset többször is megzenésítették. Először Ken Darby dolgozta fel, akinek verzióját a Fred Waring and the Pennsylvanians vette fel három különböző alkalommal. Johnny Marks, Margaret Shelley Vance, Alma Deutscher és Mitchell Ayres szintén szerzett zenét a vershez.

## Eredeti példányok
Négy kézzel írt példánya létezik, amiből hármat múzeumokban tartanak, a negyediket, amit Moore alá is írt, egy barátjának ajándékozta 1860-ban. Ezt később 2006-ban elárverezték, 280 ezer dollárért, egy sajtócég vezérigazgatója vette meg.

## Eredeti kiadás

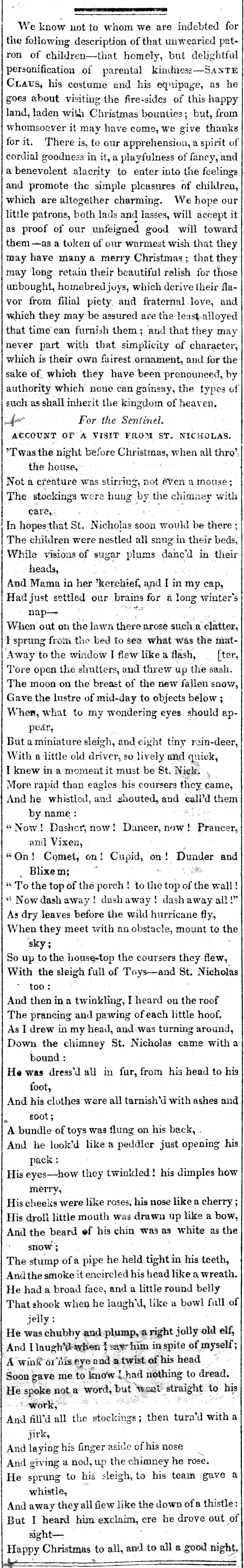
A vers eredeti kiadása a Troy Sentinelben, 1823. december 23-án.